# Sven Axbom
Sven Axbom (Norrköping, Suecia, 15 de octubre de 1926-Torsås, Suecia, 8 de abril de 2006) fue un futbolista sueco que jugaba como defensa.

## Selección nacional
Fue internacional con la selección de fútbol de Suecia en 31 ocasiones. Fue miembro de la legendaria selección sueca que llegó a la final de la Copa del Mundo de 1958, siendo derrotada por el Brasil de Pelé, Didí, Vavá, Zagallo, Garrincha, Altafini y compañía por 5 goles a 2.

### Participaciones en Copas del Mundo
| Mundial                        | Sede   | Resultado  | Partidos | Goles |
| ------------------------------ | ------ | ---------- | -------- | ----- |
| Copa Mundial de Fútbol de 1958 | Suecia | Subcampeón | 6        | 0     |

## Clubes
| Club           | País   | Año       |
| -------------- | ------ | --------- |
| IFK Norrköping | Suecia | 1955-1960 |

## Palmarés

### Campeonatos nacionales
| Título      | Club           | País   | Año  |
| ----------- | -------------- | ------ | ---- |
| Allsvenskan | IFK Norrköping | Suecia | 1956 |
| Allsvenskan | IFK Norrköping | Suecia | 1957 |
| Allsvenskan | IFK Norrköping | Suecia | 1960 |